# Ivan Bošnjak
Pour les articles homonymes, voir Bošnjak (homonymie).
Ivan Bošnjak, né le 6 février 1979 à Vinkovci (Croatie), est un footballeur international croate. Il joue au poste d'attaquant.

## Carrière

### En club
- 1996-2000 : HNK Cibalia -  Croatie
- 2000-2002 : Hajduk Split -  Croatie
- 2002-2003 : Al Ittihad Tripoli -  Libye
- 2004-2006 : Dinamo Zagreb -  Croatie
- 2006-2009 : RC Genk -  Belgique
- 2009-mars 2010 : Iraklis Thessalonique -  Grèce
- mars 2011-nov. 2011 : Chongqing Lifan -  Chine
- mars 2012-2012 : HNK Rijeka -  Croatie
- jan. 2013-2013 : DPMM Brunei -  Brunei
- jan. 2014-déc. 2014 : Persija Jakarta -  Indonésie

### En équipe nationale
Il reçoit sa première cape en août 2000 à l'occasion d’un match contre l'équipe de Slovaquie. 
Bosnjak participe à la coupe du monde 2006 avec l'équipe de Croatie.

## Palmarès
- 14 sélections et 1 but avec l'équipe de Croatie entre 2000 et 2006.
- Champion de Croatie en 2001 avec le Dinamo Zagreb.
- Vice-champion de Belgique en 2007 avec le RC Genk.